# Wagner Aquino
Wagner Valente de Aquino (Rio de Janeiro, 16 de abril de 1969) é um ex-futebolista brasileiro que atuava como atacante e tinha então 1,84 m e 79 Kg. Como futebolista, era mais conhecido apenas como Wagner. Atualmente, exerce a profissão de técnico de futebol do Apucarana, sendo conhecido como Wagner Aquino.
Como jogador, foi visto como bom cabeceador e dotado de oportunismo e senso de colocação na grande área. Teve destaque relativo por America, Fluminense e em especial no Paysandu.

## Carreira de futebolista

### America
Wagner começou no America, clube que defendeu entre 1988 e 1990. Quando começou, o clube havia recentemente sido semifinalista do Brasileirão de 1986, mas, em 1987, a despeito da ótima campanha nacional no ano anterior, o time foi ignorado pelo Clube dos 13 quando este organizou a edição de 1987. A equipe recusou-se a fazer parte do módulo amarelo, organizado pela CBF, por considera-lo uma segunda divisão, perdendo todos os jogos por W.O.. No ano seguinte, tal como já havia ocorrido em 1987, brigara contra o rebaixamento no estadual de 1988.
Em compensação à ausência no módulo principal em 1987, o America foi incluído no lugar da Inter de Limeira na elite do Brasileirão de 1988. Enfraquecidos, os rubros desde o início estiveram fadados a um rebaixamento que terminou se consumando, não voltando mais, desde então, a disputar a primeira divisão nacional.
Na campanha, Wagner participou de oito partidas, estreando em 23 de novembro em derrota de 2-0 para o Santos. Marcou seu primeiro gol na rodada seguinte, sendo o primeiro do empate em 1-1 com o Criciúma em São Januário - os catarinenses empataram aos 42 minutos do segundo tempo e venceram nos pênaltis. Wagner também marcou em derrota de 3-2 para o Corinthians e na vitória por 1-0 sobre o Santa Cruz.

### Fluminense e Internacional
Wagner foi jogar no Baden (Suíça) na temporada 1990/1991, voltando em seguida ao Rio de Janeiro para defender o Fluminense, onde estreou em 6 de outubro de 1991. Em 89 jogos como tricolor, teve 42 vitórias, 25 empates e 22 derrotas (aproveitamento de 56,55%), marcando 37 gols, uma média de 0,42 por partida.
Teve destaque na campanha finalista da Copa do Brasil de 1992. Nela, Wagner marcou no primeiro jogo da decisão o segundo gol da vitória por 2-1 dos cariocas sobre o Internacional, nas Laranjeiras. O jogo da volta foi no Rio Grande do Sul e o Inter terminou campeão ao, premiado pelo gol fora de casa, vencer por 1-0 ao converter um pênalti polêmico assinalado aos 42 minutos do segundo tempo no Beira-Rio; em 2005, o adversário Pinga admitiria publicamente que a penalidade que teria sofrido do tricolor Souza não existira, apenas um contato mínimo e insuficiente para derruba-lo sem que o próprio colorado se jogasse no chão.
O lance foi bastante contestado pelos visitantes e seguiu por décadas como uma ferida aberta, a ponto de o árbitro José Aparecido de Oliveira chegar a ser retirado do avião que usaria após a partida, coincidentemente o mesmo do Fluminense - Wagner teria sido um dos jogadores derrotados revoltados com a presença de José Aparecido. Quando as mesmas equipes duelaram pelas semifinais da Copa Libertadores da América de 2023, Wagner ainda remoía a polêmica, em depoimento dado ao site Trivela após ter reassistido, na semana anterior, a final de 1992.
| “ | "Sempre fui Fluminense. Uma vez ouvi um depoimento do Deley, que aquele Fluminense de 83/84/85, antes daquele período vitorioso e marcante, aquela geração não era muito reconhecida, muito valorizada. Eram muitos jogadores que ainda não tinham projeção à nível nacional. Formaram um grande grupo, e o gol do Assis aos 45 do segundo tempo talvez tenha sido a chave e o grande diferencial para que as outras conquistas viessem. Faltou para nós aquele título. Depois de assistir o jogo, tudo ficou ainda mais nítido, e isso se tornou mais incômodo. A falta que resultou na marcação do pênalti também não existiu. Na narração do Galvão Bueno, ele mesmo diz que inventaram a falta. Eu prefiro acreditar que foi uma infelicidade do árbitro. Mas isso me marcou muito. Depois de assistir o jogo, isso acabou ficando ainda mais nítido, ainda mais incômodo. O Ézio foi o jogador com quem mais me identifiquei dentro de campo. Nossas características casavam bem. Seria uma conquista merecida para ele, por tudo o que ele representou para o clube e para a torcida nesse período. Todo mundo ficou muito triste, chorou, ele ficou arrasado. Tenho que lamentar por mim, por ele e pelos outros jogadores. Talvez, ali, a gente tivesse tido um primeiro passo para consolidar um grupo assim como foi nos anos 1980. Uma vez vi o Deley falar sobre a formação do time multicampeão de 1984, e tudo começa num lance do Assis, no final do Fla-Flu em 1983. Nossa história poderia e deveria ter sido diferente. Vou torcer que seja uma vitória no fim do jogo, com uma jogada duvidosa, para vingar 92 (risos). Vou me sentir com um sentimento de justiça. É o que dá para fazer". | ” |

No ano seguinte, o Fluminense venceu o primeiro turno do campeonato estadual de 1993. O Vasco da Gama venceu o segundo turno e na decisão Wagner foi autor do primeiro gol tricolor na vitória por 2-1 na segunda partida. O rival, porém, terminou campeão por ter vencido a primeira por 2-0 e segurado o 0-0 na terceira. O jogador rumou em agosto de 1993 ao próprio Internacional, sendo visto como contratação destacada no início da trajetória de Paulo Roberto Falcão como treinador colorado, para o Brasileirão daquele ano. Nesse torneio realizou cinco partidas, com um gol marcado. Campeão estadual de 1994, realizou somente uma partida no Brasileirão seguinte, sem marcar. No Brasileirão de 1995, foram dez partidas e dois gols de Wagner pelo Inter. Ele rumou em 1996 ao Santa Cruz.

### Paysandu
Em 1997, Wagner esteve no Paysandu, no primeiro semestre. Na ocasião, o clube padecia de um longo jejum no clássico Re-Pa. Ele estreou no duelo precisamente no último confronto de um tabu de 33 jogos, a derrota de virada por 3-1 em 7 de maio, chegando a levar cartão amarelo, ocasião em que o rival Remo também faturou o primeiro turno do estadual de 1997. Wagner, por outro lado, marcou o segundo gol da vitória por 2-0 no confronto que encerrou a série, em 7 de junho. O gol, marcando já aos 40 minutos do segundo tempo com Wagner invadindo a área e acertando um forte chute, garantiu uma vitória que quase escapara cinco minutos antes - o rival havia acabado de desperdiçar um pênalti, com a cobrança e seu rebote sendo defendidos pelo goleiro Claudecir. No finzinho, Wagner ainda foi substituído por Zé Aleixo.
O Remo, porém, adiante confirmaria o título estadual, em um pentacampeonato paraense inédito no profissionalismo. Com nove gols, Wagner foi o artilheiro do vice-campeão Paysandu, além de ficar a três gols da artilharia geral do campeonato. Ele não ficou ficou em Belém do Pará para o segundo semestre, rumando ao futebol português para defender o Belenenses na temporada 1997-98. Voltou ao Paysandu em 1998. Dessa vez, o clube superou anos de descrédito faturando de forma invicta o estadual de 1998, tendo em Wagner o artilheiro do torneio, com doze gols, mesmo estreando já na oitava rodada da campanha, em 1 de abril.
Dois desses gols de Wagner vieram em vitória por 3-0 no clássico com a Tuna Luso no jogo seguinte, pelo triangular final do primeiro turno. Chegou a marcar três na vitória por 5-1 sobre o São Francisco e outros três em 6-0 sobre o Bragantino, além de abrir o placar na vitória por 3-1 no jogo final, em nova vitória no Re-Pa. Apesar da invencibilidade alviazul, na ocasião o rival jogava pelo empate para ser novamente campeão. E os azulinos abriram o marcador, aos 20 minutos, com Wagner empatando seis minutos depois. No lance, ajeitou com o pé esquerdo e arrematou com o direito um chute violento no canto, após receber passe do meia Luís Carlos, a recuperar a bola em falha a zaga adversária. Ainda no primeiro tempo, veio o gol da virada. O terceiro veio já aos 33 minutos da segunda etapa.
Após o título, Wagner esteve em 1998 vinculado à Universidad Católica, chegando juntamente com o compatriota Edu Manga à equipe chilena. Porém, terminou jogando pouquíssimo em função de uma lesão. Retornou novamente o Paysandu em 1999, ano em que jogou quatro vezes o Re-Pa. Porém, dessa vez foi derrotado em três, marcando um gol, na derrota de 2-1 na primeira das três partidas da decisão do estadual daquele ano. O "Papão" venceu a segunda pelo mesmo placar, e na terceira o rival, vencendo por 1-0, terminou campeão. Cerca de vinte anos depois, Wagner assim lembraria de sua carreira no clube paraense, em depoimento dado em 2017 à revista oficial do Paysandu:
| “ | "Tive várias partidas importantes vestindo a camisa do Paysandu, mas em disparado aquela que até hoje marcou a minha carreira foi o 2-0 contra o Remo em 1997. Marquei o segundo gol que decretou a quebra do tabu. Me recordo que no treino da véspera do jogo, um senhor veio me procurar na Curuzu e conversou comigo pedindo que ganhássemos aquela partida, porque a torcida precisava daquela vitória. Então pude perceber realmente antes, durante e após o jogo o quanto o torcedor esperava por aquele triunfo. Mesmo não tendo sido campeão em 1997, considero que este ano foi o mais marcante que tive pelo Paysandu. Mais do que 1998, quando conquistamos o título do Campeonato Paraense invicto e fui o artilheiro da competição. A minha passagem pelo Paysandu significou muito para mim, tanto que joguei por três anos intercalados (1997, 1998 e 1999) com duas saídas para o exterior. O momento que eu vivi no Paysandu foi fundamental para que eu tivesse essas experiências internacionais. É gratificante que o tempo em que passamos defendendo a camisa de um clube fica marcado na memória do torcedor. O Paysandu até hoje é um clube pelo qual acompanho, torço e desejo ver cada dia mais forte!" | ” |

### Final da carreira
Ainda em 1999, Wagner voltou ao Rio Grande do Sul, dessa vez para defender o São José-RS. Em 2001, regressou ao America, chegando a ter como colega de ataque outro veterano, Sorato. O time ficou a dois pontos do rebaixamento. Wagner encerrou a carreira no CFZ em 2005.

## Treinador
Após encerrar a sua carreira como jogador, Wagner seguiu carreira no futebol como técnico, sendo conhecido a partir daí como Wagner Aquino. Em 2015, trabalhou no Grêmio Araponguense. Desde 2017 está no Apucarana.

## Títulos
Fluminense
- Taça Guanabara: 1993

Internacional
- Campeonato Gaúcho: 1994 [3]

Paysandu
- Campeonato Paraense: 1998 [15]

Individual
- Artilharia do Campeonato Paraense de Futebol de 1998 (12 gols)[15]